# El padre de los inventos
El padre de los inventos (título original: Father of Invention) es una película estadounidense de comedia y drama de 2010, dirigida por Trent Cooper, que a su vez la escribió junto a Jonathan D. Krane, los protagonistas son Kevin Spacey, Camilla Belle y Heather Graham, entre otros. El filme fue producido por Horizon Entertainment, Pangea Media Group y Trigger Street Productions; se estrenó el 14 de febrero de 2010.

## Sinopsis
Luego de ocho años en la cárcel, el inventor Robert Axle, lidia con algunos problemas familiares y trata de ponerse al día con la tecnología actual, mientras trabaja para ser nuevamente el número uno de los servicios de venta por televisión.